# Rama Prasad
Rama Prasad (in hindī Râma Prâsad; XIX secolo) è stato un paṇḍit indiano.
Yogi, studioso di sanscrito e teosofo presso la Società Teosofica di Meerut, in India.
Rama Prasad divenne internazionalmente noto al pubblico anglofono all'inizio del '900, in seguito all'uscita di una serie di articoli sulla rivista teosofica internazionale The Theosophist, dedicati al commento e alla spiegazione della dottrina scientifica e filosofica indiana dei Tattva. Inizialmente questi articoli erano nove, e vennero pubblicati in altrettanti numeri della suddetta rivista nel periodo fra il 1887 e il 1889. In seguito al successo ottenuto presso il pubblico inglese, venne richiesto a Prasad di farne un libro, e Prasad afferma, nella prefazione, di avere in tale occasione rivisto l'intera opera, cambiandone la suddivisione in capitoli e aggiungendone di nuovi. Il libro venne pubblicato col titolo Nature's Finer Forces: the Science of Breath and the Philosophy of the Tattvas (Le forze Più Sottili della Natura: la Scienza del Respiro e la Filosofia dei Tattva) e uscì in prima edizione nel 1890. Seguirono altre edizioni e ristampe (1894, 1907, ecc.), dapprima solo in inglese, e poi anche in altre lingue.
Il testo sul quale è basato Nature's Finer Forces è lo Shivâgama, un insegnamento esoterico indù presentato in forma di dialogo fra il dio Shiva e sua moglie Parvati. In seguito a questa pubblicazione, l'esoterista teosofa Madame Helena Petrovna Blavatsky insegnò nei suoi corsi di teosoifia esoterica che trattavasi di un insegnamento occulto che non avrebbe dovuto essere diffuso al vasto pubblico, perché contenente tecniche assimilabili alla magia nera le quali, al di fuori di un insegnamento ben regolato, sarebbero potute essere molto dannose, con ciò rimproverando implicitamente Prasad per averlo diffuso, benché emendato di alcune parti.
Prasad è stato Presidente della Società Teosofica di Meerut, e Consigliere nel Congresso Teosofico tenutosi al World's Parliament of Religions a Chicago, nel 1893. Oltre a Nature's Finer Forces, Prasad ha pubblicato diversi saggi e testi di traduzione e commento di altre opere classiche dell'induismo.

## Scritti di Rama Prasad
- Nature's Finer Forces, (The Theosophist, 1887-1889)
- Nature's Finer Forces: the Science of Breath and the Philosophy of the Tattvas, (Theosophical Publishing Society, 1890) - anche in italiano: Le Forze Più Sottili Della Natura, (Ed. OmPhi Labs, 2014, ISBN 9788890883163])
- The Prophecy of the Bhagavata as to the Future Rulers of India, (The Theosophist, 1890)
- Karma and Reincarnation as Applied to Man, (Lucifer, 1891-92)
- Astrology, (The Theosophist, 1891)
- Wisdom of the Upanishads, (The Theosophist, 1893)
- The Sankhya Yoga, (The Theosophist, 1894)
- Thoughts on the Bhagavad Gita, (The Theosophist, 1895)
- The Problems of Vedanta, (The Theosophist, 1899)
- Self-Culture of the Yoga of Patanjali, (The Theosophist, 1906-1907)
- The Date of the Bhagavad Gita, (The Theosophist, 1908)
- True Hinduism, First Steps in the Yoga of Action, (Vasanta Press, 1909)
- Patanjali's Yoga Sutras, with the Commentary of Vyâsa and the Gloss of Vâchaspati Misra, (Sudhîndranâtha Vasu, 1909)
- Dharmasiksa-Patri, (Srisitaramamudranalaye, 1930)
- Rasendrapurana: Bhasatikasahita, (Kalyana, 1926)